# Alicia Kennedy
Alicia Pamela Kennedy, baronne Kennedy de Cradley (née le 22 mars 1969) est une femme politique britannique du parti travailliste et membre de la Chambre des lords. 

## Jeunesse et carrière
Formée à l'Université de Warwick entre 1988 et 1991, elle obtient un BSc en psychologie. Elle travaille comme organisatrice régionale pour le Parti travailliste, de 1995 à 1997, conseillère politique du député Joan Ruddock, de 1997 à 1998 et conseillère politique du chef du Borough londonien de Lambeth de 1999 à 2000. 
Elle travaille ensuite pour l'organisation centrale du parti, notamment en tant que chef de cabinet, de 2001 à 2005 et secrétaire générale adjointe, de 2006 à 2011. Elle est conseillère du chef du parti Ed Miliband de 2011 à 2013. 
En juin 2020, elle est nommée directrice de Generation Rent. 

## Carrière politique
Le 19 Septembre 2013, elle est créée pair à vie avec le titre de baronne Kennedy de Cradley, de Cradley dans la région métropolitaine de Dudley sur la nomination du dirigeant travailliste Ed Miliband. 
À la Chambre des lords, elle est membre du Comité mixte sur le projet de loi sur l'esclavage moderne qui a examiné en détail les propositions du gouvernement et siège actuellement au Comité de garde d'enfants abordable. 
En 2014, elle est élue conseillère du Borough londonien de Lewisham représentant Brockley. Elle démissionne en septembre 2016.

## Vie privée
Elle est mariée à Roy Kennedy, baron Kennedy de Southwark, un collègue travailliste et un conseiller de Lewisham.   